# Régusse
Régusse (provanszálul Regusso) francia település Var megyében, Provence-Alpes-Côte d’Azur régióban.

## Elhelyezkedés
Régusse 3 km-re fekszik Moissac-Bellevue-től, 7 km-re Aups-tól és Montmeyan-tól, és 12 km-re Lac de Sainte-Croix-tól.

## Története
Már a római időkben lakott volt, kelta-liguri maradványokat is találtak a településen. 1274-ben a templomos lovagrend egyik fontos helye volt. 1309-ig királyi kézben volt. 1319-ben házasság révén a Castellane-család tulajdonába került a falu, amit majd a 16. században César-Antoine d'Albert vesz meg.
Garamvölgyi Artúr hipotézise szerint a Hugenotta-idők alatt a pestisek és járványok miatt a falu elnéptelenedett. A francia udvar együttműködött a török portával és ennek eredményeként 1533-ban (más Wikipédia oldalon: 1580-ban, de valószínűbb az előbbi dátum, lévén, hogy a mohácsi csatavesztés 1526-ban volt) a konstantinápolyi rabszolgapiacról származó magyar telepesek érkeztek a faluba, a mai lakosok között még megtalálhatjuk az azóta részben franciásított magyar családneveket. Illyés Gyula Hajszálgyökerek című művében olvashatunk róluk. Állítólag akkor az egész falu magyar volt. Ezeket a feltételezéseket azonban történeti kutatásokkal máig nem sikerült alátámasztani.

## Régusse-i magyar családnevek
A helyi Történelmi Bizottság tagjai eddig mintegy 250 magyar család nyomait fedezték fel az anyakönyvben. Ezek közül a legismertebbek:
- Sappe – Papp
- Fouque (eredetileg Fouques) – Fokos
- Fabrè – Fábri
- Bressi – Béressi
- Bagarre – Bogár
- Pères – Piros
- Porrè – Pór
- Agnol – Angyal
- Marton – Márton
- Jean – János